# Torre de l'Àngel (Martorell)
La Torre de l'Àngel és una obra del municipi de Martorell (Baix Llobregat) inclosa en l'Inventari del Patrimoni Arquitectònic de Catalunya.

## Descripció
Es tracta d'un edifici de planta quadrada, amb magnífica galeria a la façana posterior. La casa, construïda amb maó, té planta i pis al carrer Vista Alegre i soterrani al qual s'accedeix des de la plaça del 25 de Setembre. La façana és molt senzilla, amb balcó de forjats.

## Història
Part de la casa va ser utilitzada com a taller.